# 环球报 (巴西)
环球报（葡萄牙語：O Globo，葡萄牙語發音：[u ˈɡlobu]) 总部在巴西里约热内卢，是巴西环球集团最出名的出版物。 
环球报由记者伊里内乌·马里尼奥创立，他同时是巴西晚报的持有人，初时打算发行一份早报来扩大公司的利润。不过环球报渐渐成为了集团的旗舰刊物。 1925年在环球报成立数周后，伊里内乌去世，报社由其子罗伯托继承。罗伯托 21岁时，开始担任环球报的实习记者，后来成为总编辑。
环球报的母公司环球集团1940年代进入广播业，1960 年代进入电视业，现在已经成为巴西最大的媒体集团，旗下包括环球报、 环球电视网 、 环球广播 、环球出版社和其他业务。

## 奖项
- 1986年，阿斯图里亚斯王储奖传媒奖。 [來源請求]